# Zuani
Zuani ist eine französische Gemeinde mit 37 Einwohnern (Stand 1. Januar 2022) im Département Haute-Corse auf der Insel Korsika.

## Geografie
Zuani liegt auf einer mittleren Höhe von 712 Metern über dem Meeresspiegel im Regionalen Naturpark Korsika auf einem Gebirgskamm im Süden der Castagniccia, 48 Kilometer südwestlich von Bastia, dem Sitz der Präfektur des Départements. Das Gemeindegebiet hat eine Fläche von 5,16 Quadratkilometern. Zuani ist von den Nachbargemeinden Ampriani, Pianello, Mazzola und Pietraserena umgeben.
Zuani ist einer Klimazone des Typs Csb (nach Köppen und Geiger) zugeordnet: Warmgemäßigtes Regenklima (C), Niederschlagsmaximum in den Sommermonaten von unter 40 mm ((s)ommertrocken), alle Monate liegen unter 22 °C, es gibt aber noch mindestens 4 Monate, die wärmer als 10 °C sind (b). Es herrscht Mittelmeerklima mit gemäßigtem Sommer.

## Geschichte
Zuani wurde 771 von Flüchtlingen gegründet, die Rom wegen häufiger Angriffe durch die Langobarden verlassen hatten. Zu den Gründern gehörte auch die Familie Andrei, deren Nachfahren noch immer in Zuani wohnen, zum Beispiel der aktuelle Maire (‚Bürgermeister‘) Paul Gluganti.
1824 wurde die Gemeinde Aléria aus Teilen der Gemeindegebiete von Zuani, Moïta und Pianello gebildet. Im Jahr 1800 hatte Zuani 276 Einwohner. Von 1886 bis 1911 stieg die Einwohnerzahl. Am meisten Bewohner hatte die Gemeinde 1911 und 1931 (540). Danach sank die Einwohnerzahl.

### Bevölkerungsentwicklung
| 1962 | 1968 | 1975 | 1982 | 1990 | 1999 | 2008 | 2016 |
| ---- | ---- | ---- | ---- | ---- | ---- | ---- | ---- |
| 94   | 95   | 96   | 100  | 40   | 51   | 45   | 29   |

## Kultur und Sehenswürdigkeiten
Es gibt mehrere Wanderwege auf dem Gemeindegebiet und verschiedene ländliche Herbergen. Es gibt einen Tennisplatz und ein Schwimmbad, das durch den Verein U Pianto betrieben wird. Die Ortschaft ist von neun Türmen umgeben, die aus der Zeit der Besetzung durch Pisaner stammen.
Das Kloster Saint-François de Zuani aus dem 16. Jahrhundert liegt heute auf dem Gemeindegebiet von Ampriani. Durch die Französische Revolution (1789–1799) wurde es Nationalgut. Die Klosterzellen im Westflügel wurden im 19. Jahrhundert in Trockenräume umgewandelt. Heute befindet sich das Kloster im Privatbesitz und wurde 2008 in die Liste der Monuments historiques (‚historische Denkmale‘) eingetragen.

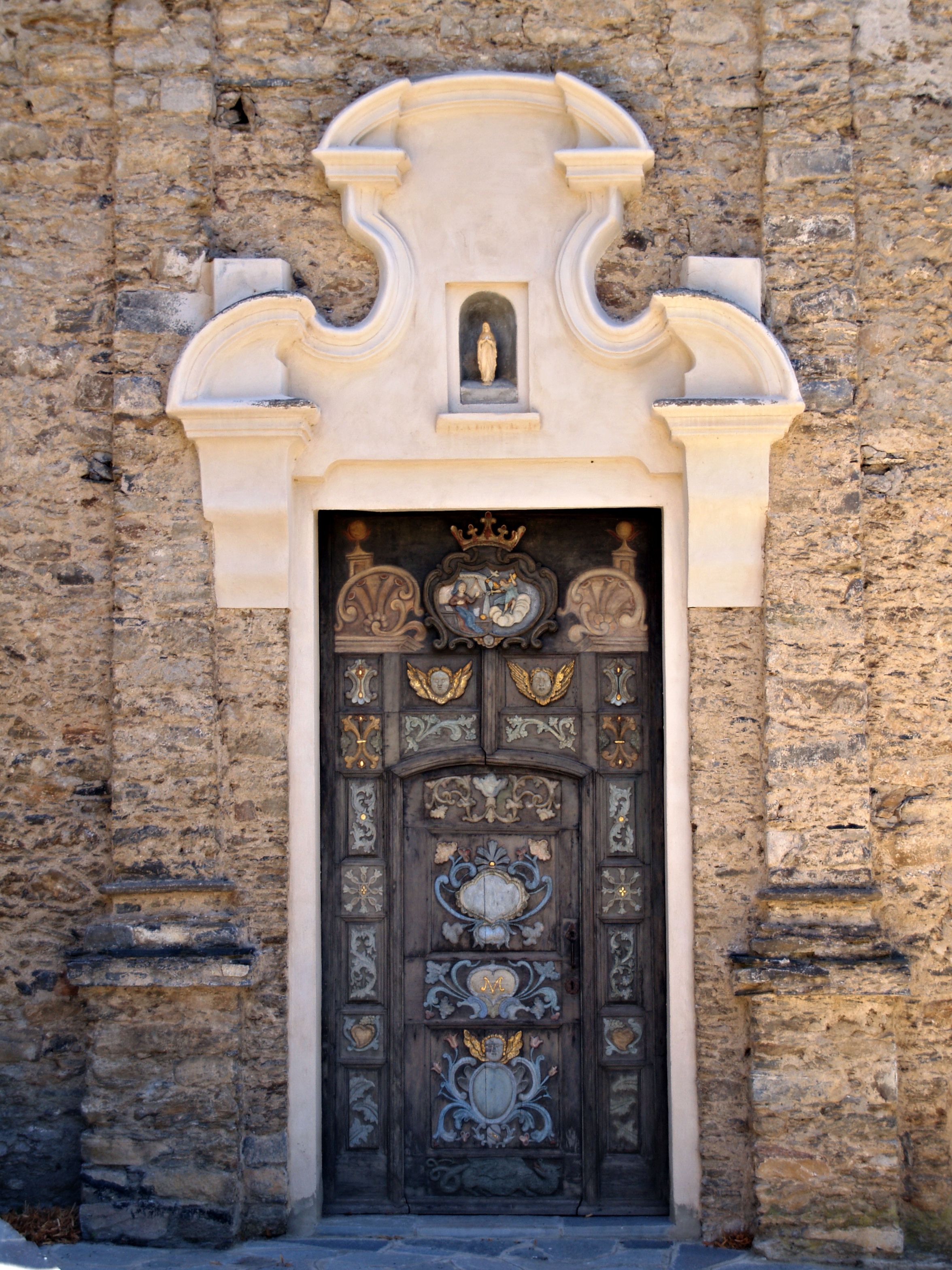
Die Eingangstür der Kirche Sainte-Marie

Die Pfarrkirche Sainte-Marie ist im Stil des Barock erbaut. Die Eingangstür wurde um 1760 gefertigt. Sie ist reich verziert und als Monument historique klassifiziert. Ihr Dekor stellt die Verkündigung dar. Zwei Gemälde in der Kirche sind ebenfalls als historische Denkmale eingestuft. Ein Gemälde stammt aus dem 17. Jahrhundert und befand sich wahrscheinlich ursprünglich im Kloster von Zuani. Das zweite Gemälde wurde 1796 erstellt. Beide Gemälde zeigen die Jungfrau mit dem Kinde und verschiedene Heilige. Eine Skulpturengruppe aus dem 18. Jahrhundert zeigt das gleiche Thema und ist ebenfalls als Monument historique eingestuft.